# Jamaal Torrance
Jamaal Torrance (Orlando, 20 luglio 1983) è un velocista statunitense, specializzato nei 400 metri piani.
In carriera è stato campione mondiale outdoor e indoor della staffetta 4×400 metri.

## Palmarès
| Anno | Manifestazione      | Sede           | Evento      | Risultato  | Prestazione | Note                                    |
| ---- | ------------------- | -------------- | ----------- | ---------- | ----------- | --------------------------------------- |
| 2007 | Giochi panamericani | Rio de Janeiro | 4×400 m     | Argento    | 3'02"44     |                                         |
| 2008 | Mondiali indoor     | Valencia       | 4×400 m     | Oro        | 3'06"79     | Miglior prestazione mondiale stagionale |
| 2010 | Mondiali indoor     | Doha           | 400 m piani | Bronzo     | 46"43       |                                         |
| 2010 | Mondiali indoor     | Doha           | 4×400 m     | Oro        | 3'03"40     | Miglior prestazione mondiale stagionale |
| 2011 | Mondiali            | Taegu          | 400 m piani | Semifinale | 45"73       |                                         |
| 2011 | Mondiali            | Taegu          | 4×400 m     | Oro        | 2'59"31     | [ 1 ]                                   |
| 2012 | Mondiali indoor     | Istanbul       | 4×400 m     | Oro        | 3'03"94     | [ 1 ]                                   |

## Campionati nazionali
- 1 volta campione nazionale indoor dei 400 m piani (2009)

## Altre competizioni internazionali
2011
- Oro al DécaNation ( Nizza), 400 m piani - 45"73